# Podoctidae
Podoctidae es una familia de  Grassatores en el orden Opiliones con unas 130 especies descriptas.

## Descripción
Su cuerpo mide de 2.5 a 5 mm de largo, sus patas miden de 3 a casi 30 mm de largo. Si bien casi todas las especies son amarillas, algunas son de un color verde intenso. Algunas tienen las patas con anillos negros y amarillos. Su pene posee ciertas características muy particulares.

## Distribución
Muchas especies habitan en el sur este de Asia, especialmente en Nueva Guinea. Otras habitan en  Melanesia, Micronesia, Japón, India y Sri Lanka, Madagascar, las Seychelles y Mauricio, y centro de África. Ibantila cubana fue introducida en un jardín botánico de Cuba. Si bien una Podoctidae fue descripta en Brasil en 1938, posteriormente fue mudada a Triaenonychidae.

## Nombre
El nombre del género tipo deriva de la palabra griega podos "pata" y oktis "espina", en referencia a la fila central ventral de largas espinas en el fémur I.

## Géneros

### Erecananinae
- Erecanana Strand, 1911 — África, Madagascar, Réunion (9 species)
- Iyonus Suzuki, 1964 — Japón (1 species)
- Lomanius Roewer, 1923 — Java, Palau, Taiwán (8 especies)

### Ibaloniinae
- Asproleria Roewer, 1949 — Nueva Guinea (1 especie)
- Austribalonius Forster, 1955 — Australia (1 especies)
- Ceylonositalces Özdikmen, 2006 — Sri Lanka (1 especie)
- Gargenna Roewer, 1949 — Indonesia (1 especie)
- Heteroibalonius Goodnight & Goodnight, 1947 (1 especie)
- Heteropodoctis Roewer, 1912 — Nueva Guinea (1 especie)
- Holozoster Loman, 1902 — Seychelles (1 especie)
- Ibalonianus Roewer, 1923 — Nueva Guinea, Indonesia, islas Salomón (7 especies)
- Ibalonius Karsch, 1880 — Filipinas, Nueva Caledonia, Seychelles, Nueva Guinea (17 especies)
- Ibantila Silhavy, 1969 — Cuba (introducida) (1 especie)
- Leytpodoctis J. Martens, 1993 - Filipinas (1 especie)
- Mesoceratula Roewer, 1949 (1 especie)
- Metibalonius Roewer, 1915 — Nueva Guinea, Indonesia (17 especies)
- Orobunus Goodnight & Goodnight, 1947 (1 especie)
- Paramesoceras Roewer, 1915 — Nueva Guinea (1 especie)
- Pentacros Roewer, 1949 — Indonesia (1 especie)
- Podoctinus Roewer, 1923 — Nueva Bretaña (1 especie)
- Proholozoster Roewer, 1915 — Nueva Guinea (1 especie)
- Santobius Roewer, 1949 — Nuevas Hébridas (1 especie)
- Sitalcicus Roewer, 1923 — Seychelles (3 especies)

### Podoctinae
- Baramella Roewer, 1949 — Borneo (1 especie)
- Baramia Hirst, 1912 — Indonesia (4 especies)
- Baso Roewer, 1923 — Sumatra (1 especie)
- Basoides Roewer, 1949 — Sumatra (1 especie)
- Bistota Roewer, 1927 — India (1 especie)
- Bonea Roewer, 1913 — Indonesia, Filipinas (8 especies)
- Centrobunus Loman, 1902 — Seychelles (1 especie)
- Dino Loman, in Weber 1892 — Sumatra (1 especie)
- Dongmoa Roewer, 1927 — Tonking (2 especies)
- Eupodoctis Roewer, 1923 — India, Sri Lanka (2 especies)
- Eurytromma Roewer, 1949 — Sri Lanka (1 especie)
- Gaditusa Roewer, 1949 — Borneo (1 especie)
- Hoplodino Roewer, 1915 — Indonesia, Singapur (4 especies)
- Idjena Roewer, 1927 — Java (1 especie)
- Idzubius Roewer, 1949 — Japan (1 especie)
- Japetus Roewer, 1949 — Borneo (1 especie)
- Laponcea Roewer, 1936 — Mauricio (1 especie)
- Lejokus Roewer, 1949 — Borneo (1 especie)
- Lundulla Roewer, 1927 — Borneo (1 especie)
- Metapodoctis Roewer, 1915 — Taiwán, Tailandia (2 especies)
- Neopodoctis Roewer, 1912 — Sri Lanka (2 especies)
- Oppodoctis Roewer, 1927 — Filipinas (1 especie)
- Peromona Roewer, 1949 — Seychelles (1 especie)
- Podoctellus Roewer, 1949 — Johore (1 especie)
- Podoctis Thorell, 1890 — Pinang (1 especie)
- Podoctomma Roewer, 1949 — Java (1 especie)
- Podoctops Roewer, 1949 — Sumatra (1 especie)
- Pumbaraius Roewer, 1927 — India (2 especies)
- Sibolgia Roewer, 1923 — Sumatra (1 especie)
- Stobitus Roewer, 1949 — Malasia (1 especie)
- Tandikudius Roewer, 1929 — India (1 especies)
- Trencona Roewer, 1949 — Borneo (1 especie)
- Trigonobunus Loman, 1894 — Borneo (1 especie)
- Tryssetus Roewer, 1936 — Mauricio (1 especie)
- Vandaravua Roewer, 1929 — India (1 especie)